# Avro Vulcan
Avro Vulcan là một máy bay ném bom cánh tam giác tốc độ hạ âm của Anh Quốc, được Không quân Hoàng gia sử dụng từ năm 1953 tới năm 1984. Vulcan là một phần trong lực lượng V bomber của Không quân Hoàng gia,hai chiếc nữa trong lực lượng này là Handley Page Victor và Vickers Valiant thực hiện vai trò răn đe hạt nhân chống Liên bang Xô viết trong thời Chiến tranh Lạnh. Nó cũng được sử dụng ném bom thông thường trong cuộc xung đột Falklands với Argentina.

## Thiết kế và phát triển
Công việc thiết kế bắt đầu tại A V Roe & Co năm 1947 dưới sự chỉ đạo của Roy Chadwick. Yêu cầu kỹ thuật B.35/46 của Bộ không quân yêu cầu một loại máy bay ném bom với tốc độ tối đa 500 knots (930 km/h), trần hoạt động 50.000 ft (15.000 m), tầm hoạt động 3.000 hải lý (5500 km) và tải trọng bom 10.000 lb (xấp xỉ 4.550 kg); dự định cho phép mang tên lửa hạt nhân vào sâu bên trong lãnh thổ Liên Xô. Công việc thiết kế cũng bắt đầu tại Vickers và Handley Page. Cả ba bản thiết kế đều được phê chuẩn — một bản thành chiếc Valiant, một thành Victor, và một thành Vulcan.
Type 698 ban đầu dự định là một máy bay cánh tam giác không đuôi, hầu như giống kiểu thiết kế cánh bay, bởi Avro cho rằng nó vừa đáp ứng được yêu cầu diện tích cánh lớn, nghiêng phía sau ở các hiệu ứng tốc độ gần siêu âm vừa có gốc cánh lớn để đặt các động cơ; chúng được đặt so le trong cánh hai động cơ phía trước bên dưới, hai động cơ phía trên bên sau. Bánh lái điều khiển phía rìa cánh. Mỗi cánh có hai khoang bom. Kiểu thiết kế này do các ý kiến từ phía Bộ không quân để có cấu hình quy ước hơn tạo thành một thân giữa với các động cơ đặt cạnh nhau và một đuôi.
Bởi cánh tam giác là cấu hình chưa từng có Avro đã bắt đầu thử nghiệm nguyên mẫu theo tỷ lệ năm 1948 với chiếc máy bay một chỗ ngồi Type 707, và dù nguyên mẫu đầu tiên lao xuống đất ngày 30 tháng 9 năm 1949 công việc vẫn tiếp tục. Nguyên mẫu đúng tỷ lệ đầu tiên, Type 698, cất cánh lần đầu (sau khi người thiết kế nó tử nạn trong một vụ đâm máy bay không liên quan) ngày 31 tháng 8 năm 1952 một thời gian ngắn trước khi xuất hiện tại Triển lãm Hàng không Farnborough của SBAC. Bởi các động cơ Bristol Olympus còn chưa xong, nó được trang bị động cơ Rolls-Royce Avon. Mãi tới năm 1953 cái tên Vulcan mới được lựa chọn sau khi Valiant đã được chỉ định hợp đồng. Nguyên mẫu đầu tiên có gờ cánh trước thẳng và sau này được sửa đổi hơi lệch về phía mấu cánh. Máy bay ném bom Vulcan khi hoạt động không hoàn toàn có kiểu cấu hình cánh tam giác đích thực; nhưng các nguyên mẫu máy bay ném bom phản lực đầu tiên đều sử dụng kiểu cánh này, nhưng trong quá trình phát triển đã được hơi sửa đổi để động cơ có tính năng hoạt động tốt hơn trong khi bay.

## Lịch sử hoạt động
Dù chiếc Vulcan có đội bay bình thường gồm 5 thành viên (hai phi công, hai hoa tiêu và một nhân viên điều khiển điện tử (air electronics officer - AEO)), chỉ phi công và phi công phụ được trang bị ghế phóng. Đặc điểm này khiến chiếc Vulcan trở thành mục tiêu bị chỉ trích; có nhiều trường hợp phi công và phi công phụ thoát ra trong tình huống khẩn cấp và "đội bay phía sau" thiệt mạng bởi họ không có thời gian thoát ra.
Hoa tiêu, nhân viên điều khiển điện tử thoát ra ngoài qua cửa dưới sàn của buồng lái, phía trước bánh đáp mũi, dù của họ mở tự động bằng dây tĩnh (static line). Bởi cửa này ngay phía trước bánh đáp, một yêu cầu quan trọng là các phi công phải hạ càng trước khi thoát ra. Cách thoát hiểm này được thực tập thường xuyên trên mặt đất, và được ứng dụng thành công nhiều hơn một lần, với tất cả phi hành đoàn cùng sống sót.
Tháng 9 năm 1956, Không quân Hoàng gia nhận được chiếc Vulcan B 1, XA897, đầu tiên của họ, và ngay lập tức tiến hành một chuyến bay biểu diễn tới New Zealand. Ngày 1 tháng 10, khi đang tiếp cận sân bay Heathrow để hoàn thành vòng bay, chiếc XA897 lao xuống đường băng trong điều kiện thời tiết xấu, 2 phi công thoát hiểm thành công, 3 thành viên phi hành đoàn phía sau thiệt mạng. Cơ trưởng chuyến bay là Thiếu tá Không quân "Podge" Howard và cơ phó là Trung tướng Không quân Sir Harry Broadhurst (một phi công giàu kinh nghiệm nhưng chưa được huấn luyện chuyển loại). Có lẽ những sự chậm trễ về thời gian của Hệ thống Kiểm soát Tiếp cận Mặt đất (GCA) còn sơ khai, chiếc máy bay đã ở quá thấp khi tiếp cận mà không được hệ thống này cảnh báo và làm hỏng bộ bánh đáp trong cú hạ cánh xuống đường băng. Sau đó máy bay mất điều khiển khi trượt khỏi đường băng (quay tròn).
Chiếc Vulcan thứ hai mãi tới năm 1957 mới được chuyển giao, và tỷ lệ giao hàng sau đó cũng tăng lên. Biến thể B 2 lần đầu tiên được thử nghiệm năm 1957 và đi vào phục vụ năm 1960. Nó có cánh lớn hơn và gờ trước cánh khác biệt, và có tính năng thao diễn tốt hơn B1 và có điểm xoắn dễ nhận biết trên cánh tam giác để hạn chế dòng xoáy không khí hỗn loạn. Tổng cộng, 134 chiếc Vulcan đã được chế tạo (45 B 1 và 89 B 2), chiếc cuối cùng được giao cho Không quân Hoàng gia tháng 1 năm 1965. Phi đội Vulcan hoạt động cuối cùng bị giải tán năm 1984.
Bộ bánh đáp của một chiếc Vulcan đã va chạm mạnh xuống đường băng trong một cuộc bay khai trương Sân bay Rongotai (Wellington) tại New Zealand năm 1959. Dù một bánh đáp không hoạt động chiếc máy bay đã quay trở lại Ohakea và hạ cánh an toàn, lao vào ven bờ cỏ cuối đường băng. Có những tuyên bố cho rằng hai ghế phóng đã bị các thành viên khác trong phi hành đoàn không cho hoạt động trong chuyến bay từ Wellington. Đã mất rất nhiều thời gian để mọi người đưa ra quyết định bỏ chiếc máy bay này hay sửa chữa nó. Cuối cùng, chiếc máy bay được RNZAF sửa chữa - họ đã lắp thêm các roundel kiwi rất hữu ích. Một chiếc máy bay trưng bày tại chi nhánh Ohakea thuộc Bảo tàng Không quân Hoàng gia New Zealand có lớp vỏ rỗ tổ ong lấy từ chiếc máy bay bị hư hại.

### Răn đe hạt nhân
Như một phần trong chiến lược răn đe hạt nhân độc lập của Anh, ban đầu chiếc Vulcan được giao nhiệm vụ mang quả bom hạt nhân đầu tiên của Anh, bom hạt nhân trọng lực Blue Danube. Blue Danube là quả bom có khả năng phân hạch thấp được thiết kế trước khi Hoa Kỳ cho nổ quả bom hydro đầu tiên. Khi ấy người Anh cũng đang có chương trình chế tạo bom hydro của riêng mình, và để thay thế tạm trong khi chờ chương trình hoàn thành các máy bay ném bom thuộc phi đội V-bomber được trang bị một Vũ khí Megaton Tạm thời (Interim Megaton Weapon) dựa trên vỏ của Blue Danube và Green Grass, một đầu đạn pure-fission sức công phá 400 kT. Quả bom này được gọi là Violet Club. Chỉ năm quả được triển khai trước khi loại vũ khí mới ra mắt với tên gọi Yellow Sun Mk.1.
Một phiên bản sau này, Yellow Sun Mk 2 được trang bị Red Snow, một biến thể đầu đạn Mk-28 của Hoa Kỳ do Anh chế tạo. Yellow Sun Mk 2 và vũ khí nhiệt hạch đầu tiên của Anh được triển khai, và được trang bị trên cả Vulcan và Victor. Tất cả ba chiếc máy bay thuộc phi đội V-bomber cũng mang những quả bom nhiệt hạch của Hoa Kỳ trao cho NATO theo các thoả thuận dual-key. Red Beard (một quả bom nhỏ và có sức công phá thấp hơn) được bố trí trước tại Cộng hòa Síp và Singapore để sử dụng trên những chiếc máy bay ném bom Vulcan và Victor, và từ năm 1962, 26 chiếc Vulcan B 2A và Victor đã được trang bị tên lửa Blue Steel, một loại bom stand-off dùng năng lượng rocket, và cũng được trang bị đầu đạn Red Snow sức công phá 1.1 megaton.
Đã có dự định trang bị cho Vulcan Tên lửa Hành trình Phóng từ trên không Skybolt thay thế cho Blue Steel, những chiếc Vulcan B 2 sẽ mang hai tên lửa Skybolt dưới cánh (28 chiếc B 2 cuối cùng đã được sửa đổi trong quá trình sản xuất để được trang bị các mấu cứng mang Skybolt). Cũng có đề xuất sản xuất một phiên bản kéo dài của Vulcan, với sải cánh dài hơn để mang sáu tên lửa Skybolt. Khi hệ thống tên lửa Skybolt bị Tổng thống Hoa Kỳ John F Kennedy huỷ bỏ theo đề xuất của Bộ trưởng Quốc phòng Robert McNamara năm 1962, Blue Steel được giữ lại. Để bổ sung cho nó cho tới khi Hải quân Hoàng gia đảm nhiệm vai trò răn đe, những chiếc máy bay ném bom Vulcan đã được trang bị thích hợp cho các phi vụ high-low-high với loại bom rơi chậm có dù ở đuôi; WE.177B. Sau khi những chiếc tàu ngầm lớp Polaris của Anh bắt đầu đi vào hoạt động, và Blue Steel bị loại bỏ năm 1970, WE.177B tiếp tục được dùng trên chiếc Vulcan trong vai trò tấn công chiến thuật tầm thấp hỗ trợ cho các lực lượng mặt đất NATO tại châu Âu. Loại vũ khí này có thời gian sử dụng dài hơn những chiếc máy bay ném bom Vulcan, nó cũng được trang bị trên máy bay Tornado và các máy bay tấn công tầm thấp khác cho tới khi bị loại bỏ năm 1998.

### Vai trò ném bom quy ước

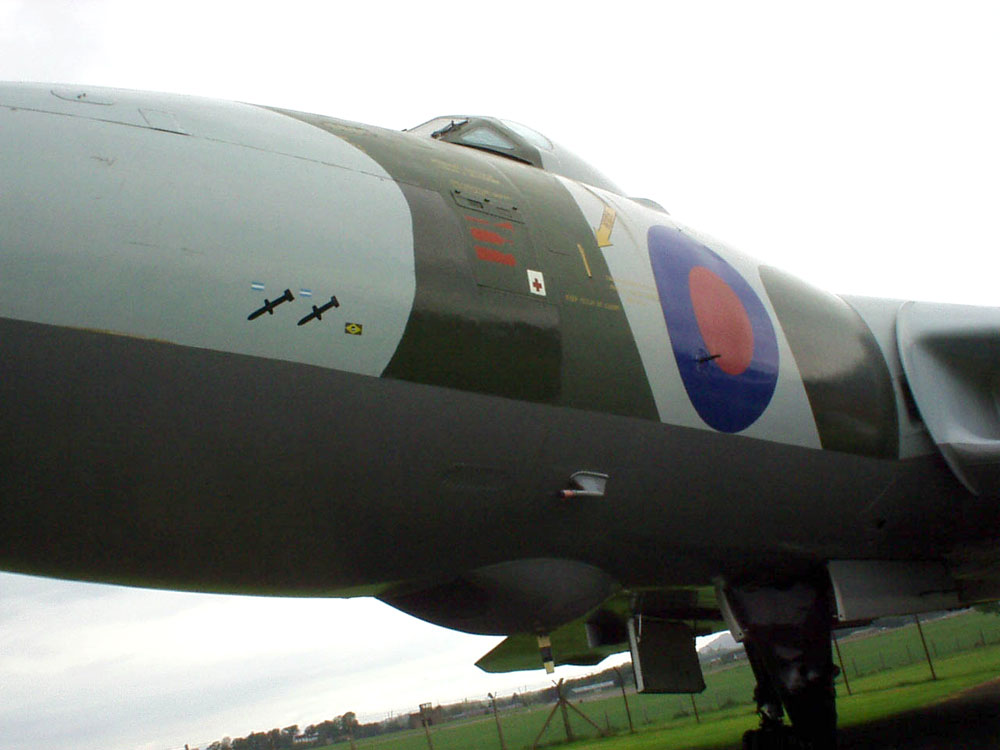
Avro Vulcan thuộc Operation Black Buck tại Bảo tàng Hàng không (Scotland), với các dấu hiệu phi vụ.

Dù vũ khí chính của Vulcan là vũ khí hạt nhân, những chiếc máy bay này cũng có thể mang tới 21 x 1000 lb (454 kg) bom trong vai trò khác. Các phi cụ duy nhất có sự tham gia của Vulcan là cuộc Chiến tranh Falklands năm 1982 với Argentina, khi những chiếc Vulcan, trong các chiến dịch Black Buck  bay 3.380 hải lý (6.300 km) từ Đảo Ascension tới Stanley. Ba phi vụ đã được tiến hành nhằm vào đường băng tại Stanley; hai để tấn công các trạm Argentina bằng tên lửa và hai phi vụ đã bị huỷ bỏ.
Máy bay Victor được dùng để tiếp dầu trên không trong một kế hoạch phức tạp với xấp xỉ 1.1 triệu gallon nhiên liệu cho mỗi phi vụ.
Năm chiếc Vulcan đã được lựa chọn sử dụng: các khoang bom của chúng được sửa đổi; hệ thống tiếp dầu trên không bị bỏ từ lâu được lắp đặt trở lại; hệ thống điện tử được cải tiến, và các mấu cứng cánh được thiết kế, chế tạo thích hợp mang thiết bị ECM và các tên lửa chống radar Shrike. Các mấu cứng mang tên lửa Skybolt vẫn ở nguyên vị trí. Công việc sửa chữa bắt đầu ngày 9 tháng 4 với phi vụ đầu tiên diễn ra ngày 30 tháng 4–1 tháng 5 năm 1982.
Cuộc ném bom đầu tiên cắt đứt đường băng tại Stanley chỉ bằng một quả bom trúng mục tiêu (trong số 21 quả được thả, tối đa chỉ hai quả có cơ hội trúng đường băng bởi họ đã lựa chọn tấn công từ một góc có cơ hội thành công lớn hơn).
Cuộc ném bom thứ hai không thành công.
Cuộc tấn công thứ ba hoàn toàn trượt mục tiêu và chỉ gây ra một số thiệt hại quanh đường băng, thổi bay một xe jeep và khiến hai người thương vong.
Sau đó là ba cuộc tấn công bằng tên lửa Shrike. Chiếc đầu tên bắn tên lửa nhưng lính radar Argentina đã tắt radar khi họ phát hiện tên lửa đã được khai hoả nên không có thiệt hại. Chiếc thứ hai từ bỏ nhiệm vụ khi đang quay lại và hạ cánh tại Brazil, khi vẫn đang mang vũ khí. Chiếc thứ ba bắn và phá huỷ một radar chống máy bay nhỏ.
Mỗi phi vụ đều cần số lượng lớn máy bay Sea Harriers từ các tàu sân bay Hermes và Invincible, hộ tống và hộ trợ tấn công mặt đất, khiến các phi công bị quá tải và hầu như không đạt mục tiêu quân sự.

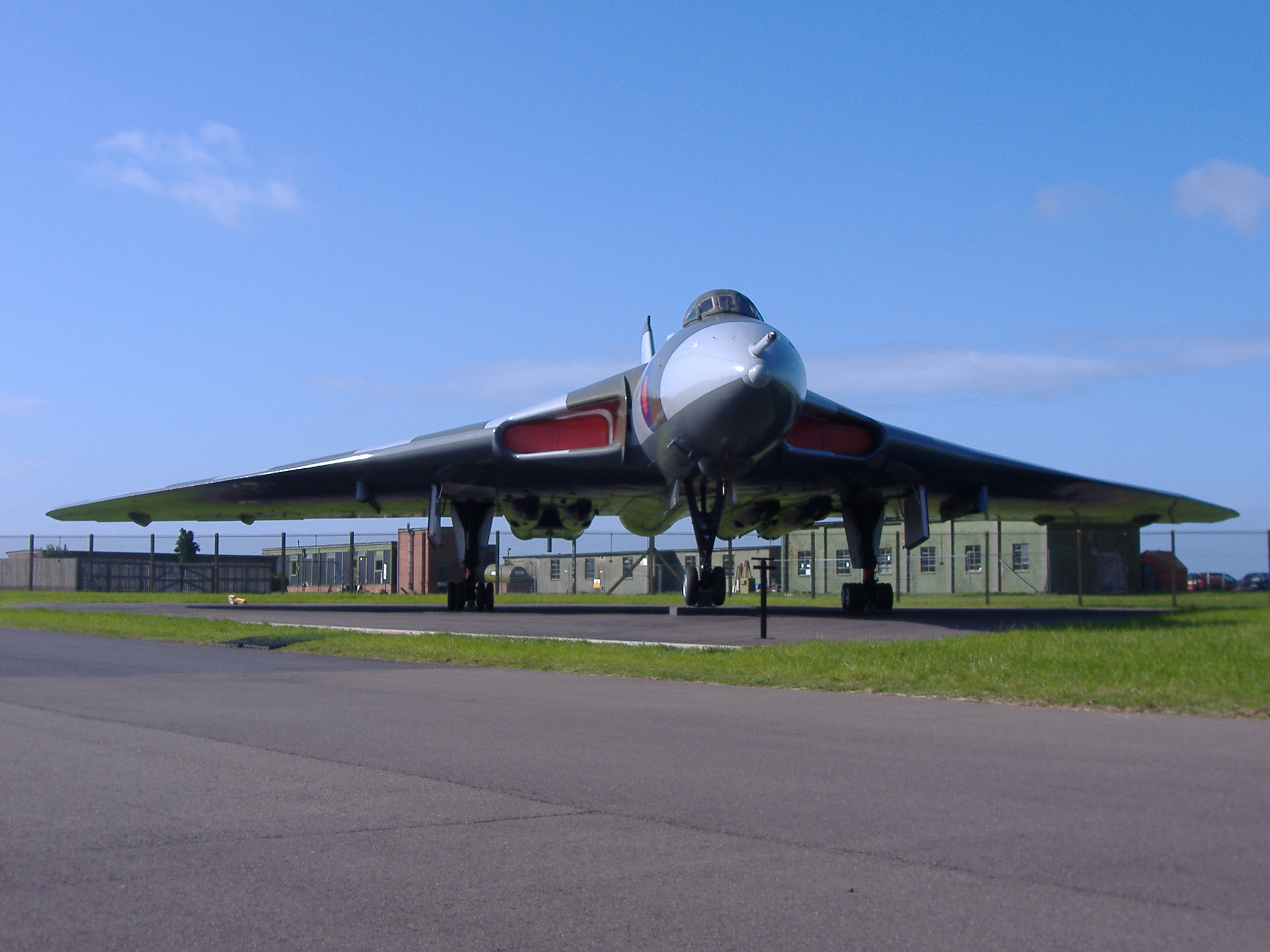
Avro Vulcan XM607 Không quân Hoàng gia, ảnh chụp tại RAF Waddington

Ở thời điểm ấy ba phi vụ này giữ kỷ lục thế giới về các cuộc ném bom tầm xa. Kế hoạch và việc thực hiện chiến dịch "Black Buck One" đã được miêu tả trong cuốn Vulcan 607 của Rowland White.

### Trinh sát radar biển (MRR)
Ngày 1 tháng 11 năm 1973, chiếc đầu tiên trong 9 chiếc B 2 (MRR) được chuyển giao cho Phi đoàn 27 RAF tại Scampton tái hình thành vai trò chính Tuần tra Radar Biển của phi đoàn này. Khác biệt chính ở hình dáng bên ngoài là lớp sơn hoàn thành màu bóng và không có Radar Thám sát Mặt đất (TFR) ở mũi bên dưới cần tiếp nhiên liệu trên không. Lớp sơn bóng hoàn thiện, với lớp sơn xám sáng bên dưới, được lựa chọn vì vai trò thứ hai của nó là lấy mẫu không khí (Air Sampling). Bởi hai nhiệm vụ này đều được thi hành ở độ cao lớn, hệ thống thám sát mặt đất không còn cần thiết.
Chỉ năm chiếc B 2(MRR) có vai trò lấy mẫu không khí, chúng gồm những chiếc XH558 và XH560. Những chiếc máy bay này có thể phân biệt ở những mấu cứng thêm bên ngoài các điểm lắp tên lửa Skybolt. Các mấu cứng thêm này thỉnh thoảng dùng để treo thiết bị Sea Vixen, phần mũi của nó được thay thế bằng mũi mới có đường kính lớn hơn. Một thiết bị ngoài khác, nhưng nhỏ hơn, được đặt ngay bên ngoài cửa thả bánh đáp chính.
Thời cuối thập niên 1970 một số máy bay không có nhiệm vụ lấy mẫu không khí đã được trao đổi với các phi đội có những chiếc máy bay có thời gian hoạt động dài khác.
Tất cả máy bay B 2(MRR) đều được trang bị động cơ Olympus 201 ECUs. Ba trong số đó, XH534, XH537 và XH538 có kiểu cửa hút khí Mk 1 nhỏ hơn. 
B 2(MRR) bị rút khỏi hoạt động ngày 31 tháng 3 năm 1982, một số chiếc được chuyển đổi thành những máy bay tiếp dầu.

### Tiếp dầu trên không
Sau khi cuộc Chiến tranh Falklands chấm dứt, Vulcan được dự định rút lui hoạt động trong Không quân Hoàng gia. Tuy nhiên, việc giải tán Phi đoàn 57 và những chậm trễ trong khả năng hoạt động của chiếc Tristar khiến Không quân Hoàng gia tạm thời không thiếu khả năng tiếp dầu trên không. Như một giải pháp tạm thời, sáu chiếc Vulcan B 2 đã được chuyển đổi thành những chiếc máy bay tiếp dầu trên không và được đưa vào phục vụ trong Phi đoàn 50 từ năm 1982 tới năm 1984.

## Các cấu hình thực nghiệm
Một chiếc Vulcan đã được dùng làm máy bay thử nghiệm động cơ có buồng đốt lần hai Olympus 320 cho TSR-2, động cơ dự định lắp đặt cho Concorde Rolls-Royce/Snecma Olympus 593 và động cơ tuốc bin phản lực cánh quạt đẩy Rolls-Royce Conway. 
Trong khi thử nghiệm động cơ Bristol Olympus cho TSR-2, động cơ đã vỡ tan, khiến chiếc Vulcan bốc cháy, phi đội thoát hiểm an toàn.
Khi thử nghiệm Olympus, một động cơ được lắp trong khoang bom chiếc Vulcan. Khi tiến hành thử nghiệm trên độ cao lớn động cơ Olympus giúp chiếc máy bay bay nhanh hơn. Chiếc Vulcan đã được dùng dây treo lên trong một nhà chứa máy bay để có thể lắp động cơ vào trong khoang bom.

## Khôi phục hoạt động Vulcan XH558
Đội ngũ kỹ thuật viên của một công ty chuyên nghiệp được gọi là "Vulcan Operating Company" đang làm việc cật lực để đưa chiếc Vulcan XH558 hoạt động trở lại; họ hy vọng chiếc máy bay sẽ sẵn sàng cho chuyến bay thử vào đầu năm 2007. Khi thực hiện kế hoạch này, họ được câu lạc bộ "Vulcan to the Sky" (hay VTSClub), một trong những tổ chức giúp quyên góp vốn hỗ trợ. Dù website đã đưa ra một thông báo ngày 1 tháng 8 năm 2006 rằng dự án đang gặp nguy cơ bị huỷ bỏ vì thiếu tài chính, mục tiêu quyên góp số tiền £1.2 triệu đã được hoàn thành ngày 31 tháng 8, nhờ chiến dịch quảng cáo rộng rãi do câu lạc bộ này tiến hành, Vulcan to the Sky Club (trước kia là Club Vulcan 558 Club). Thời gian đã hết cho XH558 khi Ngài Jack Hayward, một nhà hảo tâm người Anh, quyên góp £500.000, cộng với số tiền £860.000 đã được VTSClub và VTST Friends quyên được. Dù việc sửa chữa chiếc máy bay đã gần hoàn thành, nó vẫn chưa sẵn sàng cho cuộc diễu hành qua khu Mall tại London trong Lễ kỷ niệm lần thứ 25 cuộc xung đột Falklands ngày 17 tháng 6 năm 2007 hay cuộc Triển lãm hàng không RAF Waddington và Royal International Air Tattoo (RIAT).

Công ty gần đây đã cho rằng việc cho máy bay hoạt động trở lại có thể bị chậm trễ vì các vấn đề rỉ sét, dù hiện tại nó đã được giải quyết. Việc chậm trễ chủ yếu bởi những thiết bị bay không được sửa chữa đúng thời hạn.
Tới tháng 8 năm 2007, XH558 vẫn đang đợi chuyến bay thử đầu tiên. Đội VTS gần đây xác nhận rằng họ mong đợi chiếc Vulcan ít nhất sẽ tham gia vào một triển lãm hàng không tại Anh trong năm 2007. Ngày 14 tháng 8 năm 2007 một NOTAM được Cơ quan Quản lý Hàng không Dân sự Anh Quốc (CAA) đưa ra, thông báo những việc liên quan rằng:
"Chuyến bay thử của Vulcan sẽ được tiến hành tại sân bay Bruntingthorpe từ ngày 20-24, 28-31 tháng 8, 03-07 tháng 9 0900-1500 
E)VÙNG HẠN CHẾ (TẠM THỜI) CHO CHUYẾN BAY THỬ CỦA VULCAN TẠI BRUNTINGTHORPE. CÁC QUY ĐỊNH HẠN CHẾ BAY THEO ĐIỀU 96 CỦA ANO 2005."
Điều này có vẻ hơi sớm, bởi chưa rõ thời gian giữa thời điểm kết thúc sửa chữa và các cuộc kiểm tra động cơ và sự phê chuẩn của Cơ quan Quản lý Hàng không Dân sự Anh Quốc với lịch trình bay thử.
Ngày 16 tháng 8 năm 2007 chiếc máy bay bắt đầu thử động cơ trên đường băng tại Bruntingthorpe và hy vọng những chuyến bay thử đầu tiên sẽ bắt đầu sau vài tuần. Ngày 17 tháng 8 năm 2007, động cơ phản lực No.3 Rolls-Royce Olympus 202 của XH558 đã lần đầu tiên hoạt động thành công sau 20 năm. Dù cũng cần lưu ý rằng đó là một động cơ khác so với chiếc động cơ đã được dùng trên chiếc XH558 trong Chuyến bay Trình diễn của nó năm 1992. Dù bốn động cơ Olympus cũ của Vulcan đã được thay thế bằng những biến thể chưa sử dụng và được lưu trữ từ năm 1982, vì thế tuổi thọ sử dụng của chúng khá dài. Đội VTS cũng có bốn chiếc khác làm dự trữ.
Một thời điểm quan trọng khác trong quá trình khôi phục đã được hoàn thành ngày 22 tháng 8 năm 2007, khi cả bốn động cơ Olympus của chiếc XH558 đã hoạt động hoàn hảo hầu như ở công suất tối đa, với những khoảng nghỉ ngắn. Tới nay toàn bộ các cuộc thử nghiệm động cơ đều tốt. Một đoạn video clip ngắn về sự kiện này có trên YouTube.

## Bên sử dụng
Anh Quốc
- Không quân Hoàng gia
  - Phi đoàn số 9 Không quân Hoàng gia
  - Phi đoàn số 12 Không quân Hoàng gia
  - Phi đoàn số 27 Không quân Hoàng gia
  - Phi đoàn số 35 Không quân Hoàng gia
  - Phi đoàn số 44 Không quân Hoàng gia
  - Phi đoàn số 50 Không quân Hoàng gia
  - Phi đoàn số 83 Không quân Hoàng gia
  - Phi đoàn số 101 Không quân Hoàng gia
  - Phi đoàn số 617 Không quân Hoàng gia
  - Đơn vị Chuyển đổi Hoạt động số 230

## Đặc điểm kỹ thuật

### Đặc điểm chung

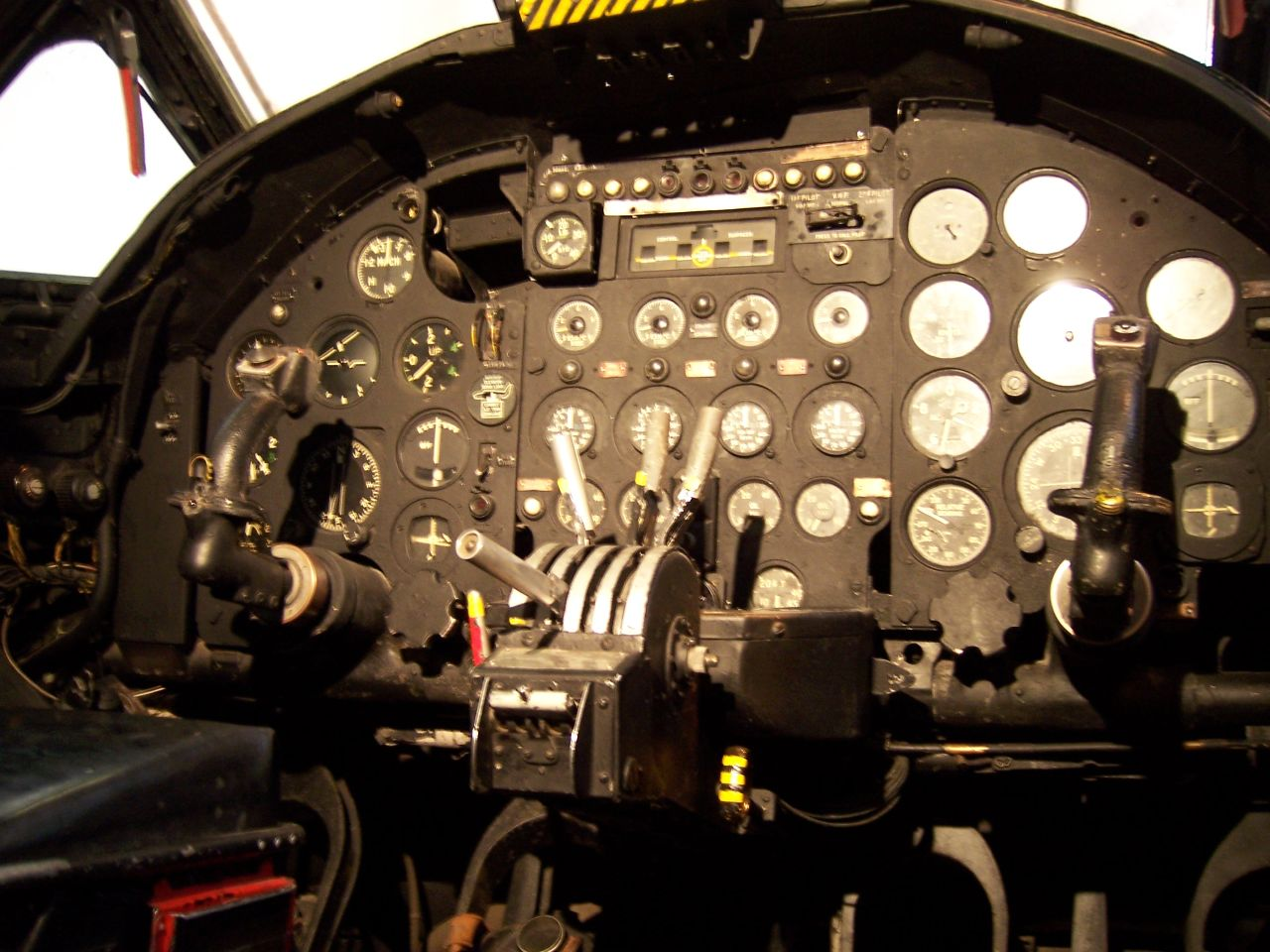
Buồng lái chiếc Avro Vulcan

- Phi hành đoàn: 5 (phi công, phi công phụ, hoa tiêu radar, hoa tiêu, người điều khiển hệ thống điện tử)
- Chiều dài: 97 ft 1 in (29.59 m)
- Sải cánh: 99 ft (30.18 m)
- Chiều cao: 26 ft 6 in (7.95 m)
- Diện tích cánh: 3554 sq ft (330.2 m2)
- Trọng lượng rỗng: 83.573 lb[13] (37.144 kg)
- Trọng lượng chất tải: ()
- Trọng lượng cất cánh tối đa: 170.000 lb (77.111 kg)
- 4 x động cơ tuốc bin phản lực cánh quạt đẩy Bristol Olympus 101[14] 11.000 lb (4.990 kg) mỗi chiếc
- Lực đẩy có sử dụng buồng đốt lần hai: ()

### Đặc điểm bay
- Tốc độ tối đa: 0.96 Mach (477 dặm/giờ, 830 km/h, 607 mph (1040 km/h) ở độ cao lớn)
- Tốc độ bay tiết kiệm nhiên liệu: 0.86 Mach [15] 567 dặm trên giờ, 971 km/h)
- Tầm hoạt động: 2.607 dặm (4.171 km)
- Trần bay: 55.000 ft ()

### Trang bị vũ khí
21.000 lbs bom quy ước hay một vũ khí hạt nhân rơi tự do.

### So sánh các biến thể
|                                         | B.1                                                           | B.1A                                                          | B.2                                                           | B.2A (B.2BS)                                         | B.2(MRR) hay (K)                          |
| --------------------------------------- | ------------------------------------------------------------- | ------------------------------------------------------------- | ------------------------------------------------------------- | ---------------------------------------------------- | ----------------------------------------- |
| Sải cánh                                | 99 ft                                                         | 99 ft                                                         | 111 ft                                                        | 111 ft                                               | 111 ft                                    |
| Chiều dài                               | 92 ft 9 in                                                    | 99 ft 11 in                                                   | 99 ft 11 in                                                   | 99 ft 11 in                                          | 99 ft 11 in                               |
| Chiều cao                               | 26 ft 6 in                                                    | 26 ft 6 in                                                    | 27 ft 1 in                                                    | 27 ft 1 in                                           | 27 ft 1 in                                |
| Diện tích cánh                          | 3.554 sq ft                                                   | 3.554 sq ft                                                   | 3.964 sq ft                                                   | 3.964 sq ft                                          | 3.964 sq ft                               |
| Trọng lượng cất cánh tối đa             | 190.000 lb                                                    | 190.000 lb                                                    | 204.000 lb                                                    | 204.000 lb                                           | 204.000 lb                                |
| Tốc độ bay tiết kiệm nhiên liệu         | Mach 0.86 (610 mph)                                           | Mach 0.86 (610 mph)                                           | Mach 0.86 (610 mph)                                           | Mach 0.86 (610 mph)                                  | Mach 0.86 (610 mph)                       |
| Tốc độ tối đa                           | Mach 0.93 (632 mph)                                           | Mach 0.93 (632 mph)                                           | Mach 0.92 (625 mph)                                           | Mach 0.92 (625 mph)                                  | Mach 0.92 (625 mph)                       |
| Tầm hoạt động                           | 3.910 dặm (3.395 nm, 6.293 km)                                | 3.910 dặm (3.395 nm, 6.293 km)                                | 4.600 dặm (3.995 nm, 7.402 km)                                | 4.600 dặm (3.995 nm, 7.402 km)                       | 4.600 dặm (3.995 nm, 7.402 km)            |
| Trần bay                                | 55.000 ft                                                     | 55.000 ft                                                     | 60.000 ft                                                     | 60.000 ft                                            | 60.000 ft                                 |
| Động cơ                                 | 4x Bristol Siddeley Olympus 101, 102 hay 104                  | 4x Bristol Siddeley Olympus 101, 102 hay 104                  | 4x Bristol Siddeley Olympus 201, 202, 203 hay 301             | 4x Bristol Siddeley Olympus 201, 202, 203            | 4x Bristol Siddeley Olympus 201, 202, 203 |
| Dung tích nhiên liệu (Avtur/Mains only) | 9.250 Imp. Gal.                                               | 9.250 Imp. Gal.                                               | 9.260 Imp. Gal.                                               | 9.260 Imp. Gal.                                      | 9.260 Imp. Gal.                           |
| Trang bị vũ khí                         | Bom hạt nhân với một đầu đạn nhiệt hạch hay 21 x 1.000 lb bom | Bom hạt nhân với một đầu đạn nhiệt hạch hay 21 x 1.000 lb bom | Bom hạt nhân với một đầu đạn nhiệt hạch hay 21 x 1.000 lb bom | 1x tên lửa hạt nhân Blue Steel hay 21 x 1.000 lb bom | Không                                     |

## Văn hoá đại chúng
- Chiếc máy bay ném bom Vulcan đã xuất hiện trong bộ phim James Bond Thunderball năm 1965. Các điệp viên của SPECTRE đã cướp một chiếc Vulcan để dùng nó thực hiện âm mưu ném hai quả bom hạt nhân vào Mỹ và Anh. Trong tiểu thuyết nguyên bản, chiếc máy bay (tưởng tượng) được gọi là Villiers Vindicator.
- Trong cuốn tiểu thuyết thời Chiến tranh Lạnh năm 1965 The Penetrators của Hank Searls (Anthony Gray), một sĩ quan Không quân Hoàng gia chỉ đạo chín chiếc Vulcan trong một cuộc tấn công giả vào Hoa Kỳ nhằm chứng minh rằng những chiếc máy bay ném bom không linh hoạt bằng các tên lửa đạn đạo.
- Nhiều phần từ hai chiếc Vulcan bị tháo rời đã được dùng dựng thành chiếc tàu vũ trụ trong bộ phim Alien năm 1979 của Ridley Scott.[cần dẫn nguồn]
- Tàu vũ trụ HMS Camden Lock trong loạt kịch trên BBC2 Hyperdrive có số serie XH558. Nhà thiết kế Andrew Glazebrook được cho là đã nói, "Số đăng ký XH558 của nó thực tế là của chiếc máy bay ném bom 'Avro Vulcan' của Không lực Hoàng gia và đã được các nhà biên kịch Andy Riley và Kevin Cecil đề xuất." Sự liên quan trực tiếp này tới Avro Vulcan và vai trò máy bay quân sự của nó rõ ràng liên hệ với con tàu trong phim.

## Video về Avro Vulcan
- video of the Vulcans and Avro 707 in flypast and Vulcan doing a roll at Farnborough in 1955
- Video of XH558, the last flying Avro Vulcan[liên kết hỏng]
- Avro Vulcan at an airshow in 1983
- Video #1 of an Avro Vulcan
- Video #2 of an Avro Vulcan
- Video #3 of an Avro Vulcan
- Video #4 of an Avro Vulcan

## Chủ đề liên quan
- Liên quan
- Máy bay tương tự
  - Vickers Valiant
  - Handley Page Victor

- Dãy
  - 693 - 694 - 696 - 698 - 706 - 707 - 710

- Danh sách
  - Danh sách máy bay Không quân Hoàng gia
  - Danh sách máy bay ném bom

- Xem thêm
  - V bomber
  - V-Bomber Dispersal Bases